# Poligné
 Poligné  es una población y comuna francesa, situada en la región de Bretaña, departamento de Ille y Vilaine, en el distrito de Redon y cantón de Bain-de-Bretagne.

## Demografía
| 430 | 456 | 447 | 492 | 618 | 760 |
| Para los censos de 1962 a 1999 la población legal corresponde a la población sin duplicidades (Fuente: INSEE [Consultar]) |     |     |     |     |     |